# Taran (machina oblężnicza)
Taran – dawne narzędzie lub machina oblężnicza służąca do rozbijania i wyważania bram i murów zamków oraz innych obleganych umocnień. Był używany w starożytności i średniowieczu. 

## Opis
W najprostszej wersji taran stanowił ciężką belkę niesioną przez kilku lub kilkunastu żołnierzy, którzy uderzali nią w bramę. Belka bywała zakończona żelaznym okuciem, czasami w formie baraniego łba. Prosta konstrukcja i możliwość szybkiego wykonania tarana powodowała, że zwykle budowano go na miejscu przed szturmem.
Taran mógł mieć również formę rusztowania, pod którym była wahadłowo zawieszona ciężka belka. Miała ona od 8 do 30 m długości. Zwykle taka machina była wyposażona w koła do przemieszczania i zadaszenie w celu osłony żołnierzy przed pociskami wroga. Tarany często stanowiły wyposażenie wież oblężniczych i winei.
Tarany są obecnie sporadycznie używane do zastosowań specjalnych (np. przez policję). Używa się w tym charakterze także przebudowanych pojazdów.